# 韋斯特福德 (麻薩諸塞州)
韋斯特福德（英語：Westford）是一個位於美國麻薩諸塞州米德爾塞克斯縣的鎮。

## 人口
根據2020年美國人口普查的數據，韋斯特福德的面積為81.10平方千米，當中陸地面積為79.30平方千米，而水域面積為1.80平方千米。當地共有人口24643人，而人口密度為每平方千米304人。